# アンナ・ポリトコフスカヤ
アンナ・ステパーノヴナ・ポリトコフスカヤ（ロシア語: А́нна Степа́новна Политко́вская、ラテン文字表記の例：Anna Stepanovna Politkovskaya、1958年8月30日 - 2006年10月7日）はロシア人女性のジャーナリスト。ノーヴァヤ・ガゼータ紙評論員。第二次チェチェン紛争やウラジーミル・プーチンに反対し、批判していたことで知られている。
ポリトコフスカヤはチェチェン共和国での取材を行っていた。彼女は『Putin's Russia』と同様にチェチェンに関する書籍を何冊か著述し、国際的に名声ある賞を数多く受賞した。
2006年10月、自宅アパートのエレベーター内で射殺され遺体となっているのが発見された。

## 生い立ち - 新聞記者としての活動
1958年、国際連合で外交官を務めていたウクライナ人の両親のあいだに、アンナ・マゼーパとしてニューヨークに生まれる。モスクワで育ち、1980年にモスクワ大学ジャーナリズム学部を卒業する。学位論文はMarina Tsvetaevaの詩についてであった。ポリトコフスカヤはアメリカ合衆国国民であり、ロシア国民でもあった。大学卒業後の1982年、イズベスチヤ紙に入社し、ヴォズドゥーシュヌイ・トランスポルト（航空輸送）紙、創作団体「エスカルト」、出版社「パリテート」、メガロポリス・エクスプレス紙の評論員を経て、Yegor Yakovlev（1994年 - 1999年）の指導のもとで、オープシチャヤ・ガゼータ（総合新聞）紙の副編集長、同紙のチレズヴィチャーイナヤ・プロイスシェーストヴィヤ（緊急事態）部の部長として1993年まで記者として勤務する。
1999年6月、ノーヴァヤ・ガゼータ紙に移り、隔週ごとにノーヴァヤ・ガゼータ・オンラインニュース版での寄稿欄を担当していた。同紙では、チェチェン共和国での人権侵害や同性愛者弾圧などを暴露してきたエレナ・ミラシナと同僚で友人だった。同年からチェチェン共和国での取材を開始し、第二次チェチェン戦争の報道に当たる。『プーチニズム 報道されないロシアの現実』(Putin's Russia) をはじめ、プーチン政権とロシアでの生活について、またチェチェン紛争についての書籍をロシア国外で出版し、高く評価された。一方で国内では、ポリトコフスカヤとの交友関係を疑われることを恐れたクレムリンの役人が出席する記者会見や会合の場には招かれない、と本人が海外の媒体に寄せるために書いた記事で述べている。

## チェチェンでの取材
ポリトコフスカヤのチェチェンでの報道は広く認められ、数多くの名声ある賞を受賞している。彼女はチェチェンの病院と難民キャンプを頻繁に訪れ、被災者へのインタビューを行っている。
ポリトコフスカヤの記事の多くは、アフマド・カディロフとその次男であるラムザン・カディロフによるチェチェンでの政治、チェチェンの反乱軍、ロシア軍の軍事力の乱用、チェチェンでの紛争の批判である。彼女は自分の本の題目として、虐げられた人権、チェチェンでの政策の怠慢、ロシアの北カフカースのチェチェンや連邦当局で、誘拐されたり、殺されたり、拷問にかけられている無実のチェチェン国民の残酷な写真を記録した「あるロシア人のチェチェンでの取材 ～穢れた戦争～」「チェチェンからの配信 ～小さな地獄の窮地～」を残している。彼女の最後の調査の1つに、チェチェンの学校の子供たち100人が、未知の強い化学薬品のために中毒に陥り、数ヶ月間何もできなくさせられたことを断言しているものがある。

## ウラジーミル・プーチンとFSBへの批判
ポリトコフスカヤは、ロシア連邦大統領（当時）プーチンへの批判と、彼の第二次チェチェン紛争の遂行とを包括した『Putin's Russia: Life in a Failing Democracy』を上梓した。彼女はこの本の中で、国内での自由を抑圧し、ソビエト時代の独裁権力を打ち立てた、ロシアの秘密情報機関であるロシア連邦保安庁を告発している。しかし、「社会はいつまでも無関心であり、チェキストは磐石の権力を持ち、私たちの不安を知り、それによって私たちはますます家畜のように扱われるというプーチンの政策の責任は、私たちにもある。KGBはただ強きを尊び、弱きを潰す。全ての人々はこのことを知るべきである」とも認めている。また、「私たちは、私たち自身の無知のために死をもたらし、情報が空白であったソビエト時代の地獄にどんどん回帰している。情報がまだ自由に入手できるインターネットを使おう。もしもあなたが、休息のために「報道記者」として働きたいのであれば、プーチンの完全なる奴隷となるだろう。そうでなければ、銃弾で死ぬか、毒殺されるか、裁判で死ぬか -- たとえプーチンの番犬であっても」、「人々はしばしば私のことを、ロシア人の強さを信じていない悲観主義者だ、プーチンに度を越した敵意を抱き、どうでもいいことを調べている、と言う」とも述べている。それ以外にも、「私は恐れているのか？」という題名の評論を書き、その終わりを「誰もが楽観的な予想から快適さを享受できるならばそうしよう。やり方は簡単だ。私たちの孫たちを死刑にすることだ」という言葉で結んでいる。

## 人質解放交渉
ポリトコフスカヤは、2002年10月23日に発生したモスクワ劇場占拠事件や、2004年9月1日に発生したベスラン学校占拠事件を含めて、人質の解放の交渉を行ったことがある。モスクワ劇場占拠事件では、チェチェン武装勢力からロシア当局との仲介を依頼され、人質釈放の交渉に当たった。事件後も犠牲者の家族に対する支援に関与した。
ベスラン学校占拠事件が発生すると、ポリトコフスカヤはチェチェン独立派に対する取材のため、ベスランに向かうが、航空機内で意識を失った。彼女は機内で飲んだ茶に毒を盛られ、そのために意識を失ったとして、これをロシア当局による毒殺未遂と主張している（ただし、彼女の証言を裏付ける証拠は現在のところ存在しない）。ロシア当局はこれを認めておらず、ロシアのジャーナリスト保護委員会も、病気の原因は特定されていないとしている。ポリトコフスカヤは一時重体に陥るが、容態を回復させ、2004年9月13日にはベスラン学校占拠事件についての記事を執筆する。9月23日には、「被害者である自分たちが、ロシア政府に対してもっと断固とした態度を示していれば、ベスランで再びこのようなことが起こらないようにできたはず」として、モスクワ劇場占拠事件の犠牲者の遺族たちの無念の思いを紹介している。
本人によれば「ロシア当局や民族派のテロを恐れた」ため、ロシア国外で活動を再開していた。

## 暗殺

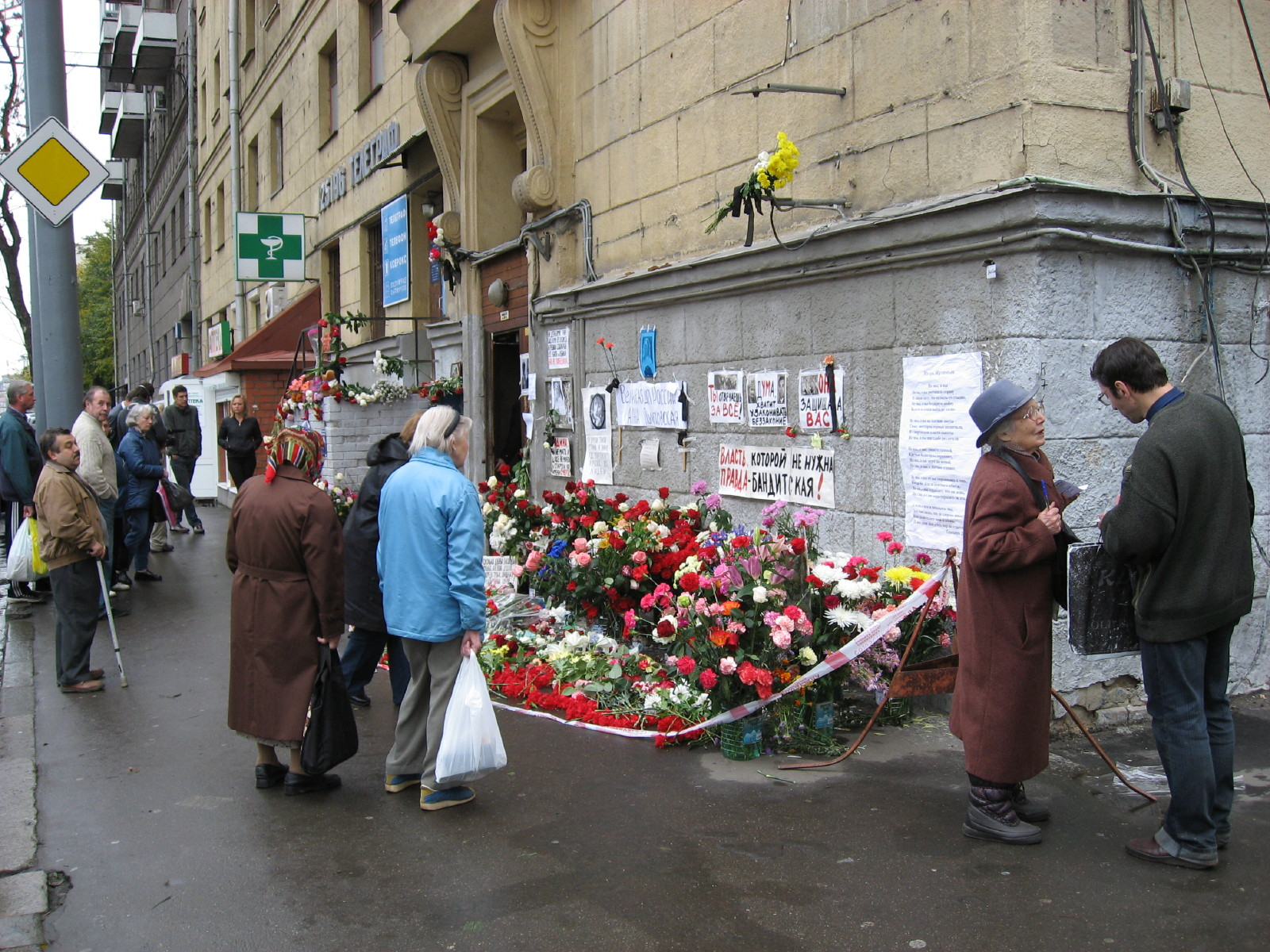
亡くなったポリトコフスカヤの献花に訪れる人々

2006年10月7日、ポリトコフスカヤはモスクワ市内の自宅アパート建物エレベーター内で射殺体で発見された。この事件は国内外で大きな衝撃と悲しみを引き起こし、エレナ・ミラシナはポリトコフスカヤの遺志を継いでチェチェン共和国での取材を続けた。ロシア警察は事件直後、犯人らしき人物が写っている防犯カメラの映像を公開し、チェチェン人2人の身柄を拘束。2011年5月31日、ロシア連邦捜査委員会は殺害の実行犯とみられるチェチェン人のルスタム・マフムドフ容疑者の身柄を拘束したことを明らかにした。
2011年8月25日、ロシア連邦捜査委員会は、ポリトコフスカヤ殺害を指揮したとして、モスクワ警察の元警視ドミトリー・パブリュチェンコフを拘束した。同氏はモスクワ警察第4捜査課長だった2006年に、何者かに金をもらい、部下にポリトコフスカヤの尾行をさせ、犯行グループを集めて消音器付きの拳銃を手配して殺害を実行させたとして、2012年に懲役11年の有罪判決を受けた。また、2014年5月22日には、ルスタム・マフムドフら実行犯2人に終身刑、残り3人に懲役12～20年の実刑判決が言い渡された。
依然としてドミトリー・パブリュチェンコフに金を渡したとされる黒幕は明らかになっておらず、ポリトコフスカヤの長男イリヤら遺族や支援者は、暗殺を命じた人物を突き止めるよう露当局に真相究明を改めて求めている。
2022年、実刑判決を受けていた男の1人が従軍を志願して恩赦を受け、ウクライナ侵攻に参加していたことが判明した。生死は不明。

## 受賞
2000年1月、「ロシア金ペン賞」受賞。ロシア連邦ジャーナリスト連盟の「善意の行為-善意の心」賞、汚職対策の記事に対してジャーナリスト連盟賞、チェチェンの一連の記事に対して「ゾロトイ・ゴング-2000」賞、アムネスティ・インターナショナル英国支部から「世界人権報道賞(2001)」、国際ルポルタージュ文学賞「ユリシーズ賞」を受賞した。

## 著書
- 『チェチェン ロシアの恥辱』ドイツ・ユリシーズ賞受賞、2003年 日本語訳は未刊
- 『チェチェン やめられない戦争』三浦みどり訳、日本放送出版協会 2004年 ISBN 4-14-080891-8
- 『プーチニズム 報道されないロシアの現実 Putin's Russia』 鍛原多惠子訳、日本放送出版協会 2005年 ISBN 4-14-081054-8
- 『ロシアン・ダイアリー 暗殺された女性記者の取材手帳』鍛原多惠子訳、日本放送出版協会 2007年 ISBN 4-14-081240-0

評伝
- 『母、アンナ　ロシアの真実を暴いたジャーナリストの情熱と人生』

ヴェーラ・ポリトコフスカヤ／サーラ・ジュディチェ共著、関口英子・森敦子訳、NHK出版、2023年
- イゴルト画『ロシア・ノート　アンナ・ポリトコフスカヤを追って』栗原俊秀訳、花伝社、2023年。グラフィック・ノベル。